# Mühle Munkbrarup
Die Mühle Munkbrarup trägt den Namen Mühle Hoffnung und ist eine 1868 erbaute Kellerholländer-Windmühle in der Gemeinde Munkbrarup, östlich von Flensburg und südlich von Glücksburg an der Bundesstraße 199 nach Kappeln im Kreis Schleswig-Flensburg.
Auf der Holländerwindmühle vom Typ Berg- oder Wallholländer befindet sich eine drehbare Kappe, die über Krühwerk mittels Haspel in den Wind gedreht wird. Die Segelgatterflügel sind der Antrieb für drei Mahlgänge und einen Schälgang. Die Mühle ist ein in der Denkmalliste von Schleswig-Holstein eingetragenes Kulturdenkmal.

## Geschichte
Die Mühle stand seit 1845 zunächst in Meierwik. Im Jahr 1868 wurde sie aber in Munkbrarup aus den alten Bestandteilen neu errichtet. Im Jahre 1978 begann die Instandsetzung und Restaurierung der Mühle. Eine weitere Instandsetzung erfolgte 2006, der noch vorhandene Schälstein wurde 2011 repariert. Für diese Baumaßnahmen wurden erhebliche finanzielle Fördermittel in Anspruch genommen. Mit dem wiederhergestellten Schälstein gehört die Mühle zu den ganz wenigen Windmühlen, die mit Windkraft Gerste zu Graupen schälen. Die Mühle ist seit fünf Generationen in Familienbesitz. Der „Mühlenverein Munkbrarup e. V.“ unterstützt den Eigentümer bei der Erhaltung der Windmühle.